# Leptocaris insularis
Leptocaris insularis är en kräftdjursart som först beskrevs av Noodt.  Leptocaris insularis ingår i släktet Leptocaris och familjen Darcythompsoniidae. Inga underarter finns listade i Catalogue of Life.